# Nancy Galbraith
Pour les articles homonymes, voir Galbraith.
Nancy Galbraith (Pittsburgh, 27 janvier 1951) est une organiste, professeur de musique et compositrice postmoderne et postminimaliste américaine.

## Biographie
Nancy Galbraith naît dans une famille musicienne et commence à jouer du piano à quatre ans. Elle étudie la musique à l'Université de l'Ohio (BM, 1972), l'Université de Virginie-Occidentale (master, 1978) et l'Université Carnegie-Mellon (1978–1986). Elle enseigne la composition et la théorie de la musique à l'université Carnegie Mellon depuis 1985. Elle est directrice musicale et organiste de l'église luthérienne.
L'Orchestre symphonique de Pittsburgh a créé six de ses œuvres (sous la direction notamment de Guennadi Rojdestvenski et Mariss Jansons) et elle entretient une relation étroite avec le Chœur Mendelssohn de Pittsburgh, qui crée ses œuvres chorales, notamment la Missa Mysteriorum et son Requiem. Elle reçoit des commandes d'œuvres de plusieurs ensembles d'Amérique latine (dont le Cuarteto Latinoamericano).
Sa musique est publiée aux États-Unis par Subito Music (Verona) et à l'échelle internationale par Boosey & Hawkes.

## Œuvre

### Orchestre
- Morning Litany (1988)
- Danza de los Duendes (1992)
- Concerto pour piano no 1 (1995)
- A Festive Violet Pulse (1998)
- Tormenta del Sur (2001)
- De Profundis ad Lucem (2002)
- Fantaisie pour orchestre (2003)

### Vocale et chorale
- In Unity and Love (1997)
- Christ By Whose Death (1999)
- Missa Mysteriorum (1999)
- Magnificat (2002)
- Four River Songs (2002)
- God of Justice (2004)
- Requiem (2004)
- Sacred Songs and Interludes (2006)
- Two Emily Dickinson Songs (2007)
- Novena (2007)

### Ensemble à vent
- with brightness round about it (1993)
- Danza de los Duendes (1996)
- Symphonie pour vents no 1 (1996)
- Elfin Thunderbolt (1998)
- Dream Catchers (1998)
- Concerto pour piano et ensemble à vent (2000)
- Internal Combustion (2001)
- Washington's Landing (2006)

### Musique de chambre
- Time Cycle (1984)
- Fantasia (1986)
- Into Light (1989)
- Aeolian Muses (1993)
- Incantation and Allegro (1995)
- Rhythms and Rituals (1995)
- Quatuor à cordes no 1 (1996)
- Inquiet Spirits (Quatuor à cordes no 2) (2000)
- Island Echoes (2000)
- Atacama Sonata (2001)
- Dos Danzas Latinas (2002)
- Of Nature (2003)
- Sonate pour basson et piano (2004)
- Quatuor à cordes no 3 (2005)
- Traverso Mistico (2006)

### Piano
- Haunted Fantasy (1979)
- Prélude pour piano (1986)
- Sonate pour piano no 1 (1997)
- Trois préludes pour piano  (2011)

### Orgue
- Cortege
- Litany
- Agnus Dei (adapté de sa messe)
- Christ By Whose Death
- Gloria Te Deum
- Prélude et Fugue (2007)

## Discographie
- Quatuor à cordes no 1 ; Incantation and allegro ; Aeolian muses ; Rhythms and rituals - Cuarteto Latinoamericano ; Cynthia Koledo DeAlmeida, hautbois ; Nancy Goeres, basson ; Luz Manríquez, piano ; Thomas Thompson, clarinette, Will Genz, basson ; Ralph Zitterbart, piano ; Renaissance City Winds ; Patricia Prattis Jennings, piano (1996/1997, Elan Recordings) (OCLC 42900963)
- Dream Catchers : Danza de los duendes - Symphonie à vents du Nord Texas, dir. Eugene Corporon (novembre 1997, Klavier Records KCD-11089) (OCLC 150557961) — avec d'autres œuvres de Joseph Schwantner, Walter Mays, Leslie Bassett, David Gillingham (en) et Rolf Rudin.
- Atacama - Alberto Almarza, flûte ; Luz Manriquez, piano ; Cuarteto Latinoamericano ; Carnegie Mellon Wind Ensemble, dir. Denis Colwell ; Patricia Prattis Jennings, piano ; Sinfonietta Ventus, dir. Jesus Medina (1997 à 2002, Albany Records) (OCLC 52075387)
- Other sun ; Traverso mistico ; Island echoes ; Night train - Stephen Schultz, flûte baroque électrique ; Cello Fury ; Barney Culver, Tate Olsen, violoncelles électrique ; William Yanesh, piano et clavecin ; Brandon Schantz et Marcus Kim, percussion ; IUP Percussion Trio ; Carnegie Mellon Contemporary Ensemble, dir. Walter Morales (2004 à 2010, Centaur) (OCLC 694834488)
- Day & Night : Modern Flute & Piano Duos by Women Composers : Atacama (Capricho, Nocturno, Volante) (plus œuvres de Lili Boulanger, Germaine Tailleferre, Mel Bonis, Lita Grier), Erin K. Murphy (flûte) et Kirstin Ihde (piano), Albany (2020)